# منجول بهارگاوا
منجول بهارگاوا (انگلیسی: Manjul Bhargava؛ زادهٔ ۸ اوت ۱۹۷۴) دانشمند در زمینه نظریه اعداد اهل کانادا است.
وی همچنین برندهٔ جوایزی همچون جایزه بلومنتال، جایزه تحقیقاتی کلی، و مدال فیلدز شده‌است.